# 石鑑輝
石鑑輝（1915年—2013年4月），祖籍廣東東莞寮步鎮西溪田心村，前香港警察探長石堆的第三子，有「香港麻雀館大王」的稱號。

## 生平
石鑑輝於1915年在香港出生，畢業於拔萃男書院，1930年代加入香港警隊，香港淪陷時期曾經隨父親石堆返回家鄉東莞避難，香港重光後重投警隊服務，曾駐守西營盤警署、旺角警署、油麻地警署及中央警署等，其中在旺角駐守的時間最長。石鑑輝在警隊的履歷及功績均不及父親，但由於他英文好，被華人警務人員推舉代表與英國籍的警官聯絡。然而，在警隊任職期間，他多次申請提早退休，但一直不獲批准，直至其父石堆於1949年離世，34歲的石鑑輝終於被警務處批准退休，當年其「榮休」消息被香港報章廣泛報道。退休後，石鑑輝與原同袍成立中國健身會，閒時則周遊列國。至數年後，其妻劉友昆以23萬港元現金，購買位於上海街的地鋪連閣樓，兩年後再以8萬港元現金購買位於砵蘭街3層高的鋪位。值得留意是，根據政府記錄就算高級的警務人員當時的薪金一個月都只是百多元不過石鑑輝在三十多歲退休後短時間内能夠有大筆現金購入物業。可想而知他從警隊崗位得到的收入（包括所有沒有申報的）是多麽豐厚。
1964年，年近半百的石鑑輝在早年購買的九龍旺角砵蘭街鋪位開辦瑞興麻雀館，為當年全香港銀碼交易數量最多及價值最大的麻雀館，每一鋪麻雀可以達幾萬港元，瑞興麻雀館單日抽佣幾十萬港元，全數均以現金交易。根據麻雀館的行內人士估計，瑞興麻雀館於高峰期每月可以賺近千萬港元。石鑑輝亦食髓知味，接連開辦瑞昌麻雀館、瑞豐麻雀館及誠興麻雀館等；及後，石鑑輝成為香港麻雀公會主席。
瑞興麻雀館於1992年5月5日遭五名蒙面賊人持AK47自動步槍及手榴彈行劫，強搶93萬現金，與到場追捕的警員爆發警匪槍戰，賊人投擲六枚手榴彈突圍，並騎劫一輛雙層巴士成功逃脫，造成兩死十九人傷，賊匪最終在中港警方聯手追捕下落網。
石鑑輝不斷投資置業，以現金購買位於油尖旺區的鋪位，旗下共逾百間物業，大部分為位於油尖旺的地鋪，至今堅持只買不賣；若果只以租金五釐計算，每月可以獲取3千萬港元的租金；至今這些物業的市場價值於2010年升至60億港元。2000年，其妻劉友昆去世，遺囑訂明將約8億港元現金及公司股份以及當年市場價值3億港元的物業，平均分予石鑑輝及4名兒子。
2010年，有香港傳媒訪問石鑑輝，他當時95歲，居住在九龍塘東寶庭道某大宅。
2013年4月，石鑑輝因病離世，終年98歲。

## 家庭
石鑑輝與其妻劉友昆育有4子2女，4子石炳祥、石炳璋、石炳濂及石炳祐全部於拔萃男書院畢業，2女均在瑪利諾修院學校畢業，6名子女全數大學畢業。拔萃男書院前校長張灼祥表示，記得由石鑑輝起至其孫，三代均為其校學生。